# Mohamed Sayah
Mohamed Sayah (arabe : محمد الصيّاح), né le 31 décembre 1933 à Bouhjar (Sahel tunisien) et mort le 15 mars 2018 dans la même ville,, est un homme politique tunisien.
Historiographe du président Habib Bourguiba, il en est aussi le principal bras droit. Il est connu pour être l'architecte de la milice du Parti socialiste destourien (PSD) dont a hérité le Rassemblement constitutionnel démocratique.

## Biographie

### Jeunesse
Mohamed Sayah poursuit ses études secondaires au Collège Sadiki, pôle de développement des idées nationalistes. Il en est renvoyé pour avoir manifesté son hostilité au protectorat français et termine ses études au collège des garçons de Sfax où il obtient un baccalauréat littéraire. À l'indépendance en 1956, il obtient une bourse qui lui permet d'accéder à la toute nouvelle École normale supérieure de Tunis. En parallèle, il poursuit ses activités politiques au sein du syndicat étudiant de l'Union générale des étudiants de Tunisie dont il prend la tête, ce qui lui permet de se faire remarquer par Habib Bourguiba.

### Carrière

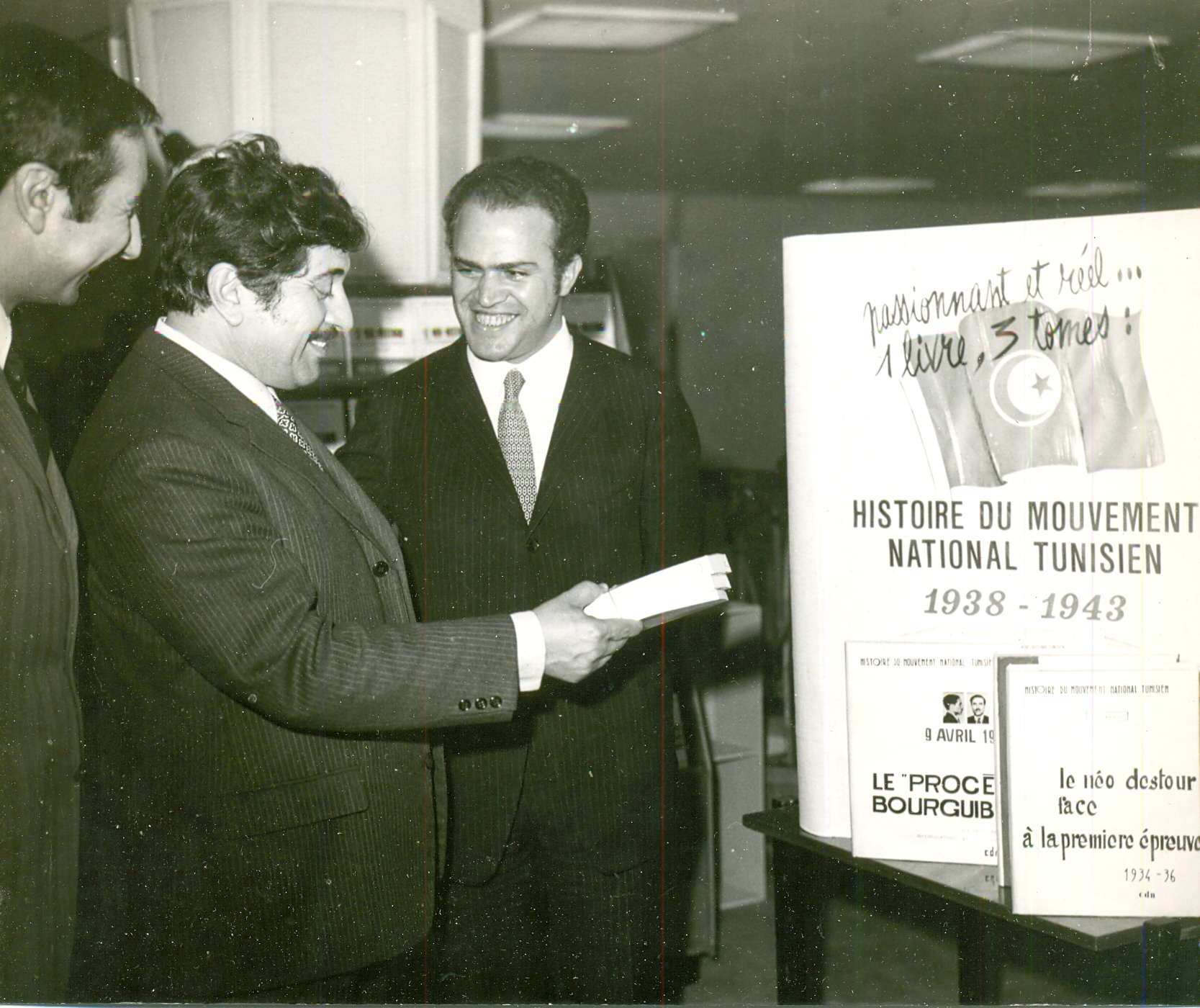
Mohamed Sayah (au centre) accompagné du ministre Azzouz Rebaï.

Mohamed Sayah entame sa carrière au Parti socialiste destourien (PSD) en devenant secrétaire général de la Jeunesse destourienne puis directeur-adjoint du l'administration centrale du parti. Il est désigné membre du comité central (baptisé bureau politique élargi à l'époque) du PSD lors du congrès de Bizerte en 1964. Le 11 novembre de la même année, il devient directeur du PSD, poste qu'il occupe jusqu'au 27 septembre 1969. C'est pendant cette période, plus précisément en 1965, qu'il initie la milice estudiantine qui guette les étudiants tunisiens en France ; cette structure est le prélude de la milice du parti qu'il instaure plus tard. Il retrouve sa position à la tête de l'administration centrale du PSD entre le 5 juin 1973 et le 25 avril 1980. Il est par ailleurs membre de son bureau politique de 1964 à 1987.
Sayah prend la tête d'une série de ministères jusqu'à l'arrivée au pouvoir du président Zine el-Abidine Ben Ali, :
- secrétariat d'État à l'Information (7 novembre 1969 au 12 juin 1970) ;
- ministère des Travaux publics (29 octobre 1971 au 5 juin 1973) ;
- ministère de la Jeunesse et des Sports (5 juin au 30 novembre 1973) ;
- ministère délégué auprès du Premier ministre (30 novembre 1973 au 25 avril 1980) ;
- ministère de l'Habitat (25 avril 1980 au 25 novembre 1983) ;
- ministère de l'Équipement (25 avril 1984 au 16 mai 1987) ;
- ministère de l'Éducation (16 mai au 7 novembre 1987).

Il est également député de la deuxième circonscription de Sousse, de 1964 à 1974, puis de Monastir, de 1974 à 1981 puis de 1986 à 1988. Il est aussi maire de la municipalité de « Sa-Lam-Bo », réunissant les actuelles municipalités de Sayada, Lamta et Bouhjar, de 1966 à 1980. Il occupe enfin les fonctions d'ambassadeur de Tunisie en Italie puis auprès de l'Office des Nations unies à Genève.
Figure-clé du sérail de Habib Bourguiba, on lui impute d'avoir mis sur pied, dès 1965, une milice chargée de surveiller les étudiants tunisiens, notamment en France, et d'avoir contribué à faire échouer des tentatives de démocratisation du régime de Bourguiba. Après l'arrivée de Zine el-Abidine Ben Ali au pouvoir, le 7 novembre 1987, il se retire de la vie politique par fidélité à Bourguiba. En 2013, il crée la Fondation Bourguiba, association consacrée à la personne et à l'œuvre du premier président de la République tunisienne.

### Vie privée
Mohamed Sayah est marié avec trois enfants et six petits-enfants ainsi qu'une fille adoptive.
En 2017, il perd l'un de ses fils, décédé des suites d'une crise cardiaque.
Il décède le 15 mars 2018 à l'issue d'une longue maladie,.

## Distinctions
- Grand cordon de l'ordre de la République (Tunisie)[18].

## Publications
- Le Néo-Destour face à la troisième épreuve, 1952-1956, tome I « L'échec de la répression », éd. Dar El Amal, Tunis, 1979
- Le Néo-Destour face à la troisième épreuve, 1952-1956, tome II « La victoire », éd. Dar El Amal, Tunis, 1979
- Le Néo-Destour face à la troisième épreuve, 1952-1956, tome III « L'indépendance », éd. Dar El Amal, Tunis, 1979
- Le Nouvel État aux prises avec le complot yousséfiste, 1956-1958, éd. Dar El Amal, Tunis, 1982
- La République délivrée de l'occupation étrangère, éd. Dar El Amal, Tunis, 1984
- (ar) L'Acteur et le témoin (الفاعل و الشاهد) [entretien avec Mouldi Lahmer], éd. Cérès, Tunis, 2012[19]